# Джеймс Пол Варбург
Джеймс Пол Варбург (англ. James Paul Warburg; 18 серпня 1896, Гамбург — 3 червня 1969) — американський банкір. Син Пола Варбурга. 
Закінчив Гарвардський університет. В 1919-1921 працював у Першому Національному Банку Бостона, в 1921-1929 віце-президент Міжнародного акцептного банку, в 1931-1932 його президент. В 1932-1935 заступник голови ради директорів Банку Манхеттена (англ. Bank of Manhattan) — одного з попередників JPMorgan Chase. 
У 1932-1934 був фінансовим радником президента США Франкліна Рузвельта. У 1934 через незгоду з деякими аспектами Нового курсу пійшов у відставку, проте в 1941 повернувся на державну службу і, зокрема, в 1942 зайняв пост заступника директора департаменту в Управлінні військової інформації. Варбург приписується фраза, що отримала резонанс і була сказана на сенатських слуханнях 1950: «Ми повинні мати світовий уряд, подобається це вам чи ні. Питання лише в тому, доб'ємося ми цього силою чи миром». 
У 1918-1934 Варбург був одружений з композиторкою Кей Свіфт, яка творила під псевдонімом Джеймс Пол вірші для своїх пісень та мюзиклів. Свіфт залишила його заради любові до Джорджа Гершвіна. 